# Kanton Amilly
Der Kanton Amilly war von 1973 bis 2015 ein französischer Wahlkreis im Arrondissement Montargis im Département Loiret in der Region Centre-Val de Loire; sein Hauptort war Amilly.

## Geschichte
Der Kanton entstand 1973 aus Teilen des bisherigen Kantons Montargis.
Der Kanton umfassre Wahlberechtigte aus neun Gemeinden:
| Gemeinde                  | Einwohner Jahr | Fläche km² | Bevölkerungsdichte | Postleitzahl | Code INSEE |
| ------------------------- | -------------- | ---------- | ------------------ | ------------ | ---------- |
| Amilly                    | 12.232 (2013)  | –          | – Einw./km²        | 45200        | 45004      |
| Chevillon-sur-Huillard    | 1353 (2013)    | –          | – Einw./km²        | 45700        | 45092      |
| Conflans-sur-Loing        | 362 (2013)     | –          | – Einw./km²        | 45700        | 45102      |
| Lombreuil                 | 298 (2013)     | –          | – Einw./km²        | 45700        | 45185      |
| Mormant-sur-Vernisson     | 106 (2013)     | –          | – Einw./km²        | 45700        | 45216      |
| Saint-Maurice-sur-Fessard | 1195 (2013)    | –          | – Einw./km²        | 45700        | 45293      |
| Solterre                  | 491 (2013)     | –          | – Einw./km²        | 45700        | 45312      |
| Villemandeur              | 6813 (2013)    | –          | – Einw./km²        | 45700        | 45338      |
| Vimory                    | 1175 (2013)    | –          | – Einw./km²        | 45700        | 45345      |